# 翦胜野闻
《翦胜野闻》是徐祯卿的筆記小說。

## 內容掌故
《翦胜野闻》多記載明朝初年掌故，《四库全書总目提要》稱《翦胜野闻》“书中所纪，亦往往不经”，并不可靠。赵翼在《二十二史劄記·明初文字之祸》中转引《翦胜野闻》之謬，徐一夔橫死於“表笺之祸”之事遂被誤引，直到吳晗的《朱元璋傳》仍在誤引，並稱朱元璋本人“其初学问未深，往往以文字疑误杀人”。事實上，徐一夔死于建文二年（1400年），非死於洪武朝，更不可能因文字獄而死。郎瑛亦曾以朱元璋撰成的《朱氏世德碑》考证《翦胜野闻》的錯誤。